# Coves de Škocjan
Les coves de Škocjan (eslovè Škocjanske Jame; italià: Gruta de Sant Canziano; alemany: Hohler von Sant Kanzian) és un sistema de coves de pedra calcària al Kras (Karst) a la regió sud-oest d'Eslovènia, que conté dolines que es va enfonsar, amb uns cinc quilòmetres de passatges subterranis, coves més de 200 m de profunditat i moltes cascades. Aquest és un dels llocs més coneguts en el món per a l'estudi dels fenòmens càrstics (pedra calcària).
Les Coves de Škocjan han estat a la llista de la UNESCO del Patrimoni de la Humanitat des de 1986.